# 2
2. је била проста година.

## Догађаји
- Повратак Тиберија са Родоса у Рим.
- Мировни уговор између Римског и Партског царства, који је закључио Гај Јулије Цезар Випсанијан са партским краљем Фраатом V
- Развод Тиберија и Јулије Старије.
- Венчање Публија Квинтилија Вара са Клаудијом Пулхеријом.

## Рођења

### Јануар
- Википедија:Непознат датум — Денг Ју (鄧禹), кинески генерал и државник династије Хан (преминуо 58.)

Новембар
• Марио Врећо рођен 2. новембар године 2

## Смрти

### Јануар
- Википедија:Непознат датум — 17. п. н. е.)